# Injeção intra-arterial
Injeção intra-arterial ou via intra-arterial é uma via de administração, que corresponde à injeção da droga na corrente sanguínea, através de uma artéria. É utilizada para obter efeito em órgãos específicos, como no tratamento de carcinomas.